# Tripogandra diuretica
Tripogandra diuretica är en himmelsblomsväxtart som först beskrevs av Carl Friedrich Philipp von Martius, och fick sitt nu gällande namn av Handlos. Tripogandra diuretica ingår i släktet Tripogandra och familjen himmelsblomsväxter. Inga underarter finns listade.

## Bildgalleri

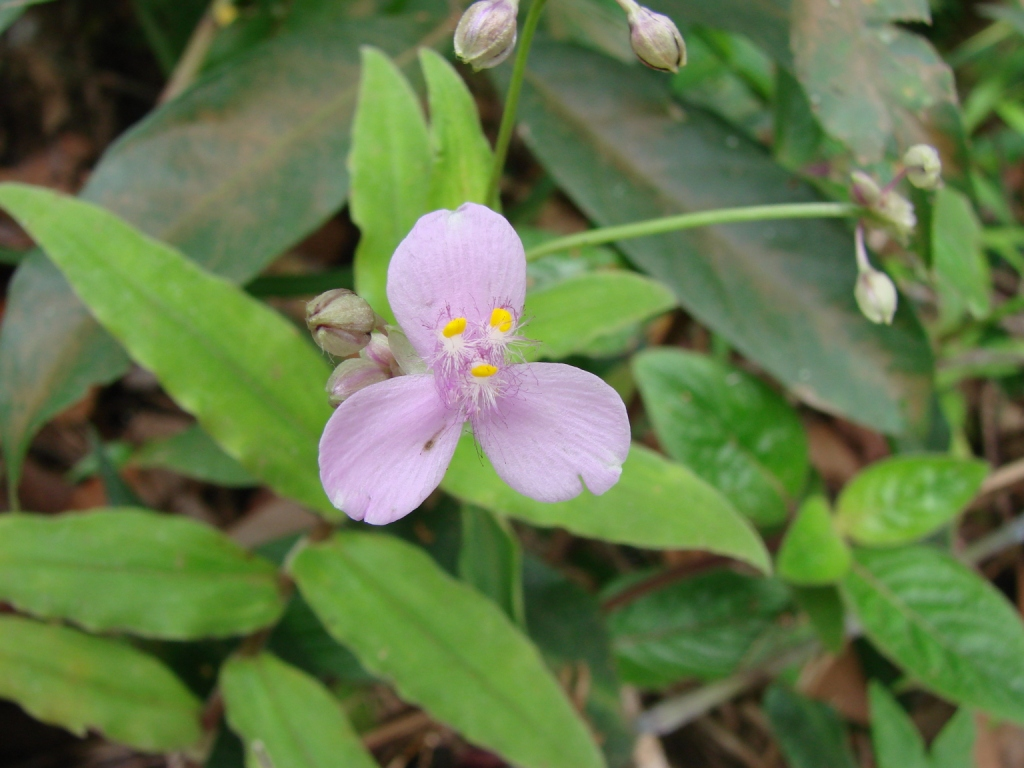